# Monte San Vito

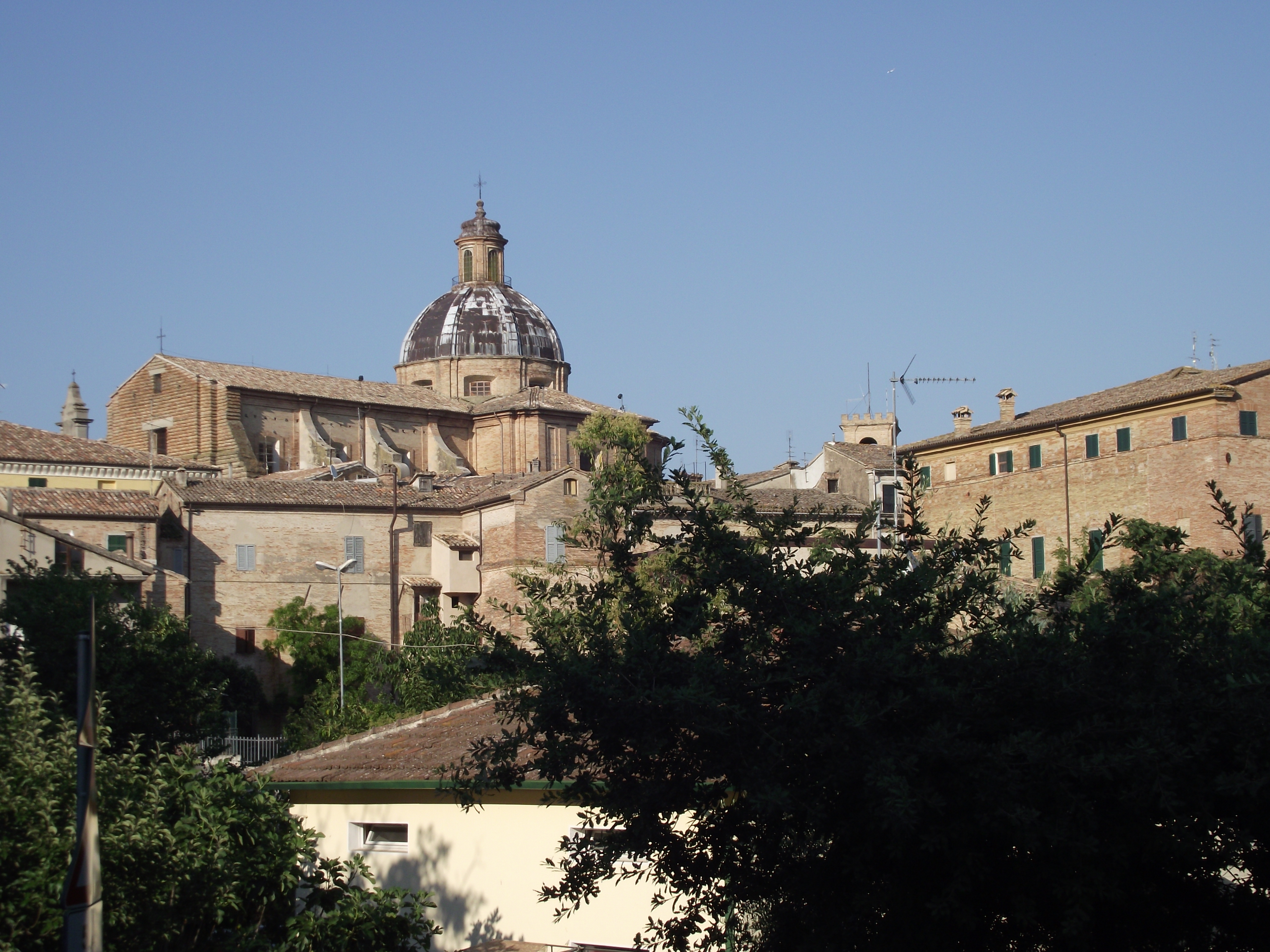
Monte San Vito

Monte San Vito is een gemeente in de Italiaanse provincie Ancona (regio Marche) en telt 5959 inwoners (31-12-2004). De oppervlakte bedraagt 21,6 km², de bevolkingsdichtheid is 276 inwoners per km².
De volgende frazioni maken deel uit van de gemeente: Borghetto, Le Cozze, Santa Lucia.

## Demografie
Monte San Vito telt ongeveer 2146 huishoudens. Het aantal inwoners steeg in de periode 1991-2001 met 29,6% volgens cijfers uit de tienjaarlijkse volkstellingen van ISTAT.
| Jaar | Inwoneraantal |
| ---- | ------------- |
| 1991 | 4266          |
| 2001 | 5530          |

## Geografie
De gemeente ligt op ongeveer 137 m boven zeeniveau.
Monte San Vito grenst aan de volgende gemeenten: Chiaravalle, Jesi, Monsano, Montemarciano, Morro d'Alba, San Marcello.